# Pawona (planetka)
(1152) Pawona je planetka s průměrem 18 km, kterou objevil Karl Reinmuth 8. ledna 1930.

## Objevení
Pawona byla objevena 8. ledna 1930 německým astronomem Karlem Reinmuthem na Heidelberg-Königstuhlské státní observatoři v jihozápadním Německu. Byla nezávisle objevena italským astronomem Luigi Voltou na Turínské astronomické observatoři 19. ledna 1930 a Grigorijem Neujminem 21. ledna 1930 na Simejizské observatoři, která se nachází na Krymu. Minor Planet Center však uznává pouze prvního objevitele. Planetka byla poprvé označena jako A924 QA na Vídeňské observatoři v srpnu 1930. Pozorovací oblouk začíná s její identifikací jako 1926 AK v Heidelbergu v lednu 1926, téměř 4 roky před jejím oficiálním objevením.

## Orbita a klasifikace
Předpokládá se, že tato planetka je členem rodiny Vesta, pojmenované podle planetky Vesta. Obíhá Slunce ve vnitřním hlavním pásu ve vzdálenosti 2,3–2,5 AU jednou za 3 roky a 9 měsíců (1381 dní). Excentricita orbity je 0,04 a skon 5° vzhledem k ekliptice. 